# Arte Sustenibile UNO
Die Ausstellung Arte Sustenibile UNO wurde erstmals von Juni – August 2008 in Bad Urach bei Stuttgart gezeigt. Weitere Stationen waren das Umweltbundesamt (2008), die Kunst und Ausstellungshalle der Bundesrepublik Deutschland (2009) und die RE-ART Halle Ihlienworth bei Cuxhaven (2009). 2010 war die Ausstellung in der Menzervilla Neckargemünd und, aus Anlass der Europäischen Kulturhauptstadt Ruhr 2010, im Kunstmuseum Gelsenkirchen zu sehen. Im Jahr 2011 lief die Ausstellung im internationalen Schulungszentrum der SAP von Mitte April bis Ende September in Walldorf (Baden) bei Heidelberg. 2012 läuft sie vom 26. Februar – 22. April 2012 im Garten des Schmitthenner-Hauses, in der Heilig-Geist-Kirche und in der Providenzkirche Heidelberg. Konzeptkünstler und Kurator Samuel J. Fleiner stellte eine beeindruckende Schau mit 70 Künstlern, Designern und Hochschulgruppen aus 17 Nationen zusammen. In jedem Exponat ist mindestens ein Bezug zum Nachhaltigkeitsbegriff enthalten. Die Ausstellung macht den komplexen Nachhaltigkeitsbegriff zu einer „Erfahrung aus erster Hand“. Fleiner ging dabei von den Definitionen aus, auf die sich Vereinten Nationen in den Weltkonferenzen von Rio (1992) und Johannesburg (2002) verständigt hatten.

## Themen
Neben Ressourcenschutz und Energieeffizienz geht es deshalb auch um Themen wie z. B. Mikrokredite (ökonomische Entwicklung), Soziale Entwicklung (am Beispiel konkreter Interventionen der Wiener Gruppe Wochenklausur) und Entwicklungszusammenarbeit. Besonders spannend ist hier das Deutsch-Angolanische Malprojekt der Gruppe Conexao Cultural, wo Deutsche Maler von Angolanischen Künstlern ausgebildet und integriert wurden. Das Thema Energieeffizienz ist über zwei Weltrekordautos repräsentiert. Das Wasserstoffauto PAC-Car II der ETH Zürich fährt mit umgerechnet 1 l Benzin 5385 km weit. Dieser Weltrekord wurde bereits 2005 aufgestellt und konnte bis 2011 nicht gebrochen werden. Der Hysun3000 ist alltagstauglich und hält den Weltrekord bei Straßen zugelassenen Kfz. Er fährt ebenfalls mit Wasserstoff und benötigt umgerechnet 0,4 l Benzin auf 100 km. Weitere Themen: Kunst im öffentlichen Nahverkehr, Recyclingkunst und Arte Povera, Fliegen mit Solarenergie, Kunst aus sozialen Randbereichen, Kunst aus nachwachsenden Rohstoffen, Innovative Fahrräder, Energiepflanzen in der Malerei, Klimawandel, Keramik aus dem Holzofen, innovative Zugdrachen (SkySails) in der Frachtschifffahrt, Solarkunst, Solarthermische Plastik, Human Powered Art und Windkinetik. Der Begriff Solarthermische Plastik steht für Objekte, die in den Sonnenöfen der Deutschen Gesellschaft für Luft- und Raumfahrt (DLR) und der Plataforma Solar in Almería bei bis zu 3000 Grad Celsius thermisch verformt wurden. Diese hohen Temperaturen lassen sogar Steine schmelzen. Erreicht werden sie durch intelligent gesteuerte Spiegelkonzentratoren.

## Schirmherrschaft
- Deutsche UNESCO-Kommission (2009–2014)
- Tanja Gönner, Ministerin für Umwelt in Baden-Württemberg (2008–2011)
- Hans-Heinrich Sander, Minister für Umwelt in Niedersachsen (2009)
- Theresia Bauer, Ministerin für Wissenschaft, Forschung und Kunst in Baden-Württemberg (seit 2012)
- Dr. Eckart Würzner, Oberbürgermeister der Stadt Heidelberg (seit 2012)
- Dr. Marlene Schwöbel Hug, Dekanin der evangelischen Kirche in Heidelberg (seit 2012)

## Auszeichnungen
- Die Ausstellung wurde bereits mehrfach als Offizielles Projekt in der UN-Dekade Bildung für Nachhaltige Entwicklung ausgezeichnet.